# 5 août 1917
Le dimanche 5 août 1917 est le 217e jour de l'année 1917.

## Naissances
- Don Chaffey (mort le 13 novembre 1990), réalisateur britannique
- Mario Becerril (mort le 7 décembre 2018), cavalier mexicain de concours complet
- Moshe Shmuel Shapiro (mort le 29 avril 2006), rabbin israélien

## Événements
- Création de la 78e division d'infanterie (États-Unis)